# Chiesa di San Pietro (Vernazza)
La chiesa di San Pietro è un luogo di culto cattolico situato nella frazione di Corniglia, in via Fieschi, nel comune di Vernazza in provincia della Spezia. La chiesa è sede della parrocchia omonima del vicariato della Riviera della diocesi della Spezia-Sarzana-Brugnato.

## Storia e descrizione
Situata nella parte alta dell'abitato, l'edificio è uno dei più interessanti monumenti gotico-liguri delle Cinque Terre.

La chiesa fu edificata nel 1334 inglobando nel fianco settentrionale una precedente cappella dell'XI secolo, i cui resti sono tuttora visibili sul fianco sinistro.
La costruzione è stata realizzata dai Maestri comacini, corporazione di muratori provenienti dal lago di Como, e si estende per 13 metri di larghezza, 20 di lunghezza e 13 metri di altezza. L'edificio è stato costruito per volere della famiglia Fieschi feudataria del borgo.
La facciata a salienti e lesene angolari è in pietra locale. Al centro reca una strombatura con un ampio rosone in marmo bianco di Carrara datato all'anno 1351, opera dei campionesi Matteo e Pietro da Campilio (autori anche delle tre sculture marmoree della lunetta) ed è decorata da una cornice ad archetti pensili che continua anche sui fianchi e sull'abside dell'edificio.

Il semplice portale racchiude una lunetta nella quale sono collocate la statua di San Pietro, di un devoto committente ed una lapide trecentesca.
L'interno della chiesa, a pianta basilicale a tre navate con volta a botte, ha subito alcuni interventi in stile barocco.
Tra gli elementi decorativi sono il fonte battesimale del XII secolo ed un polittico sull'altare in fondo alla navata destra.

Le tele che si possono ammirare all'interno sono opera del pittore cornigliese Prospero Luxardi. mentre le due vetrate sono opera del bergamasco maestro Trento Longaretti che ebbe casa e studio a Corniglia.
Il campanile è a pianta ottagonale con tetto a cuspide.

## Galleria d'immagini

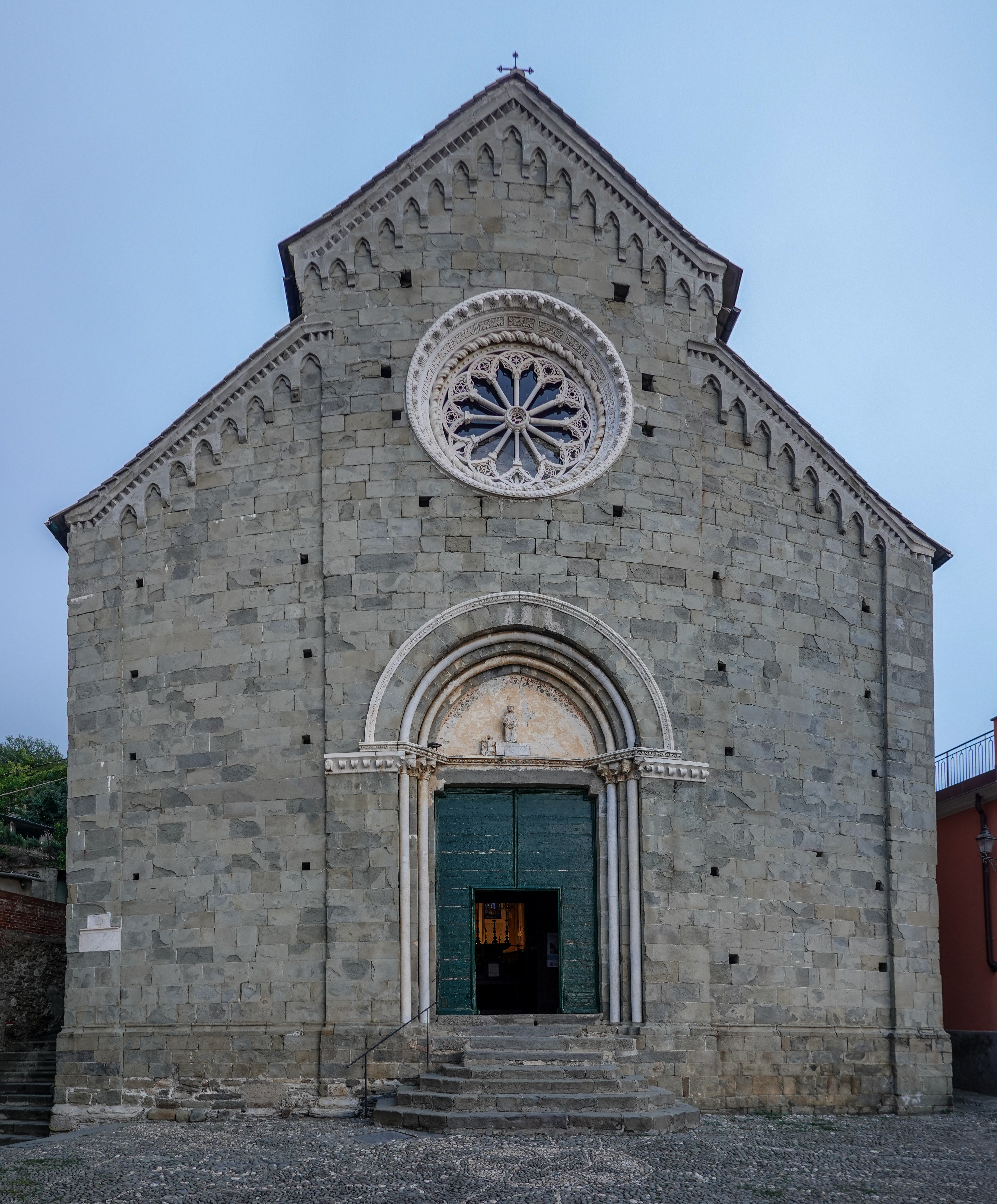
La facciata
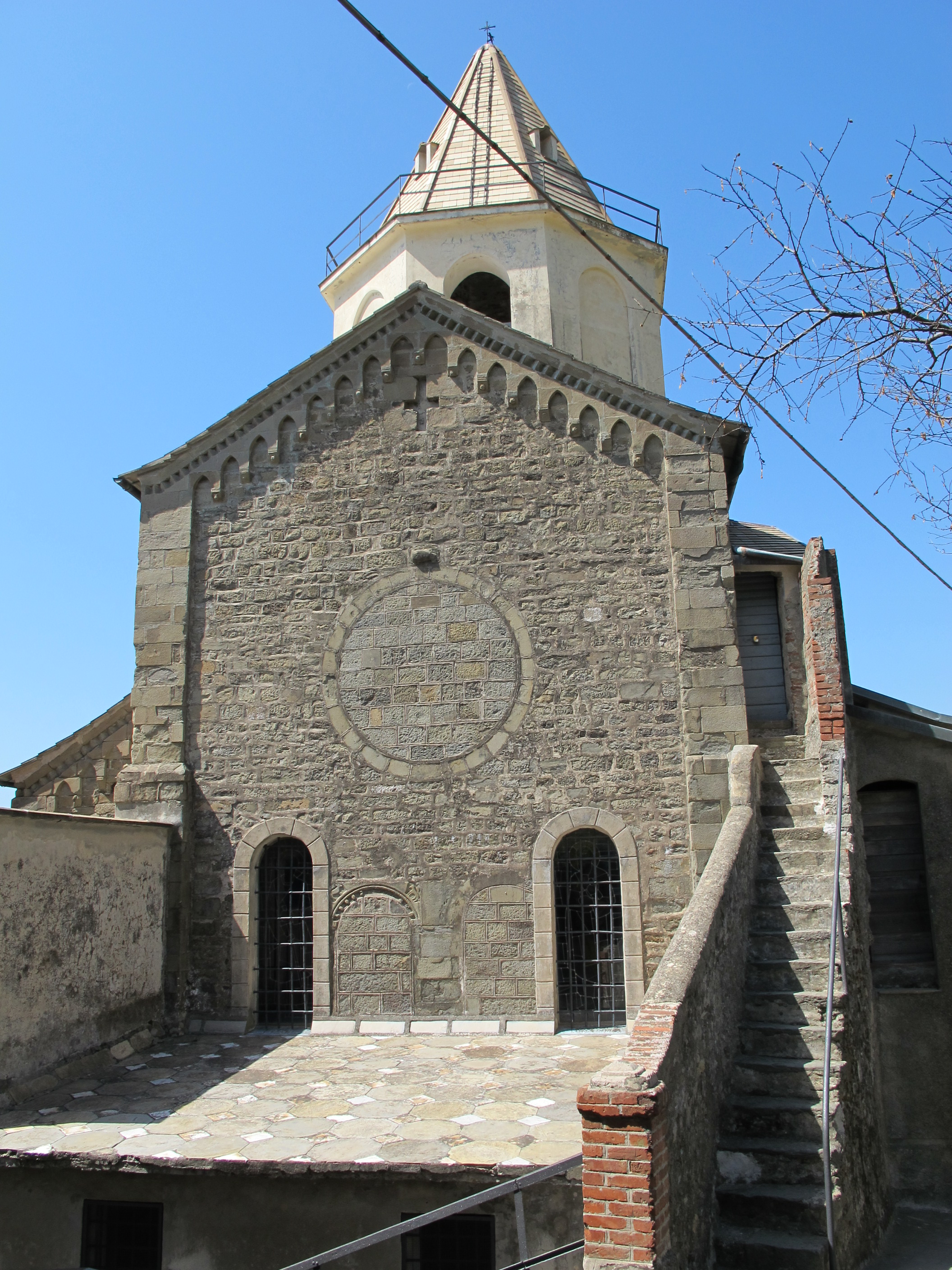
L'abside
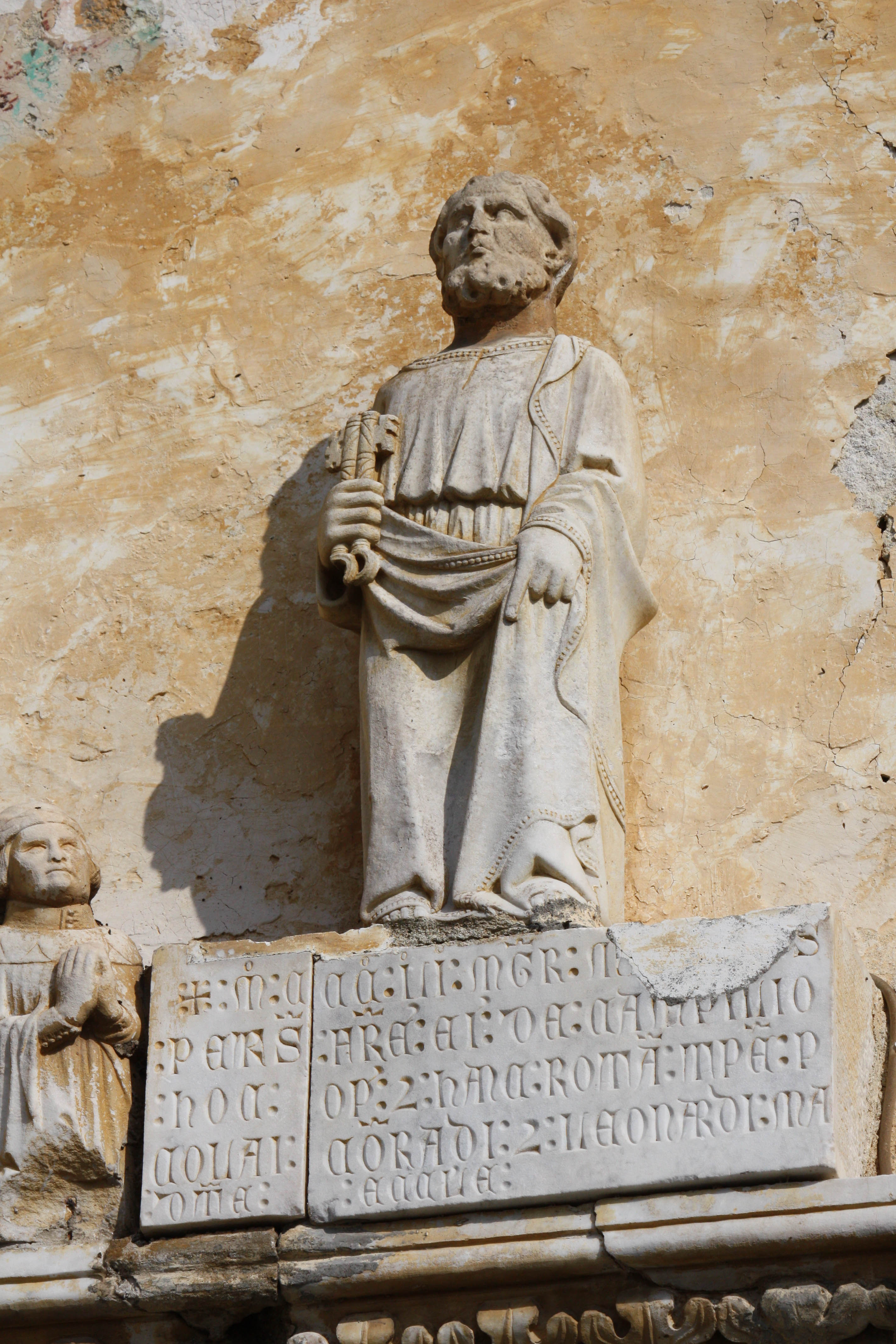
Statua di S.Pietro con due devoti
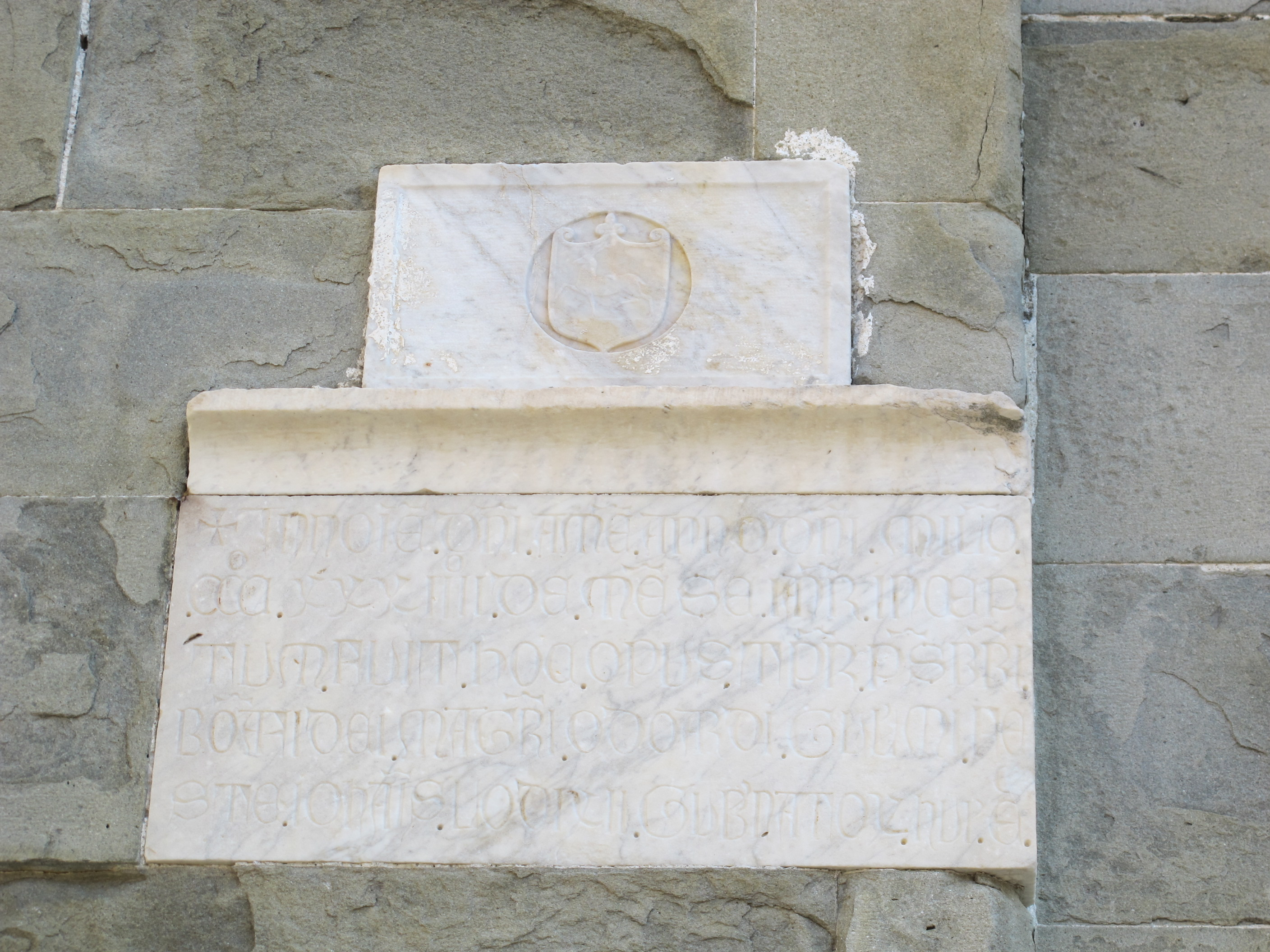
Lapide medievale
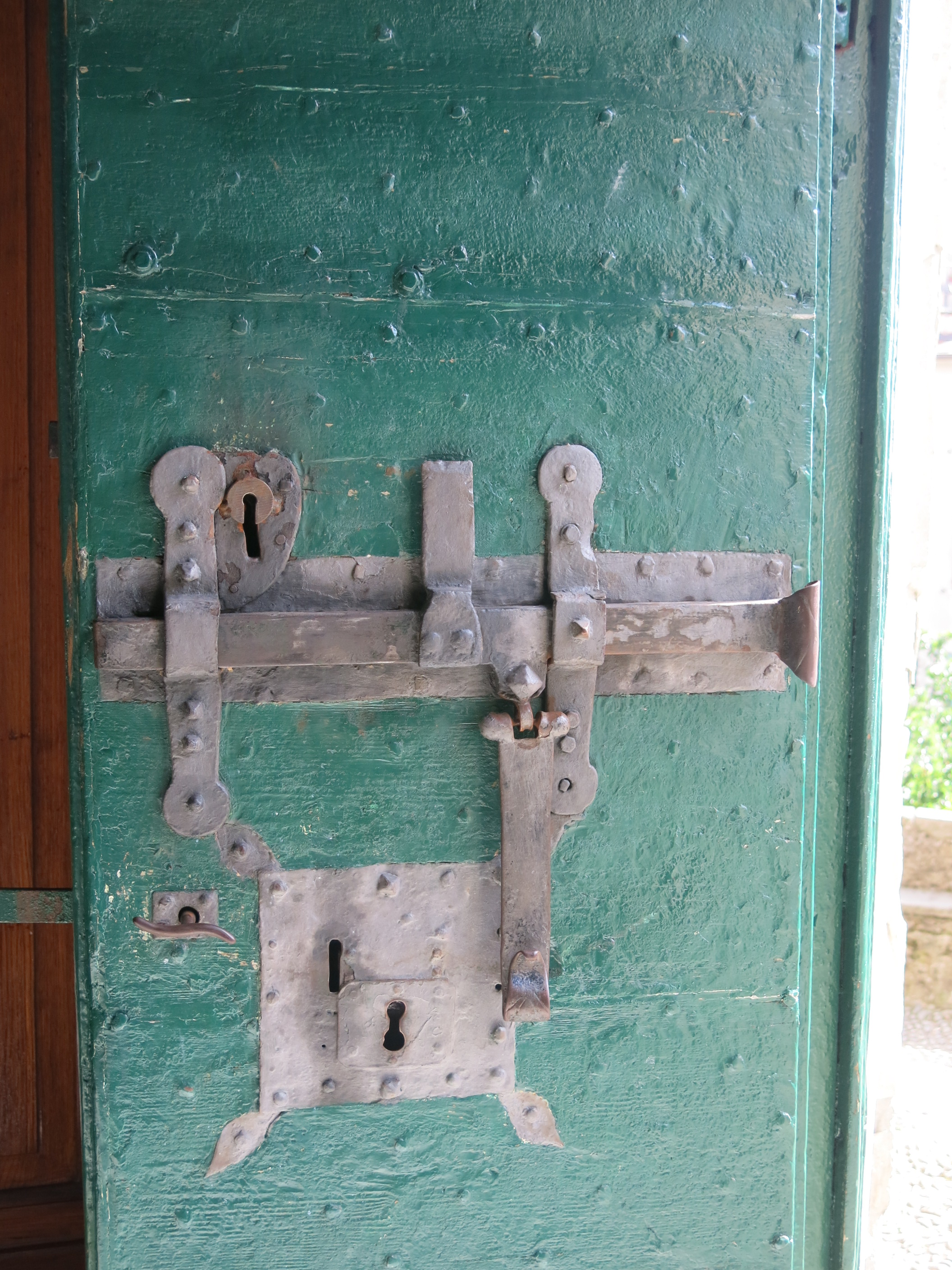
Particolare della porta
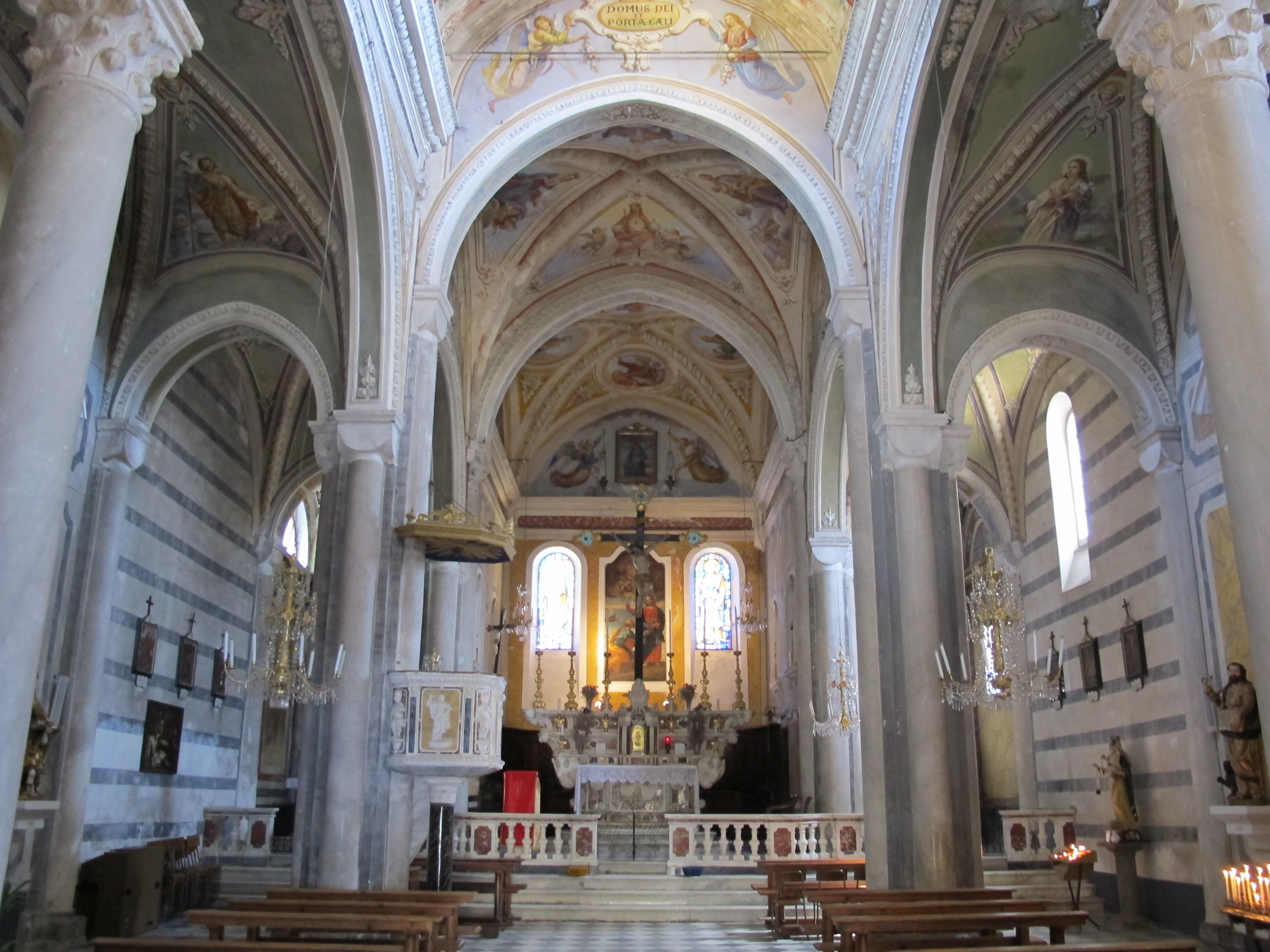
L'interno
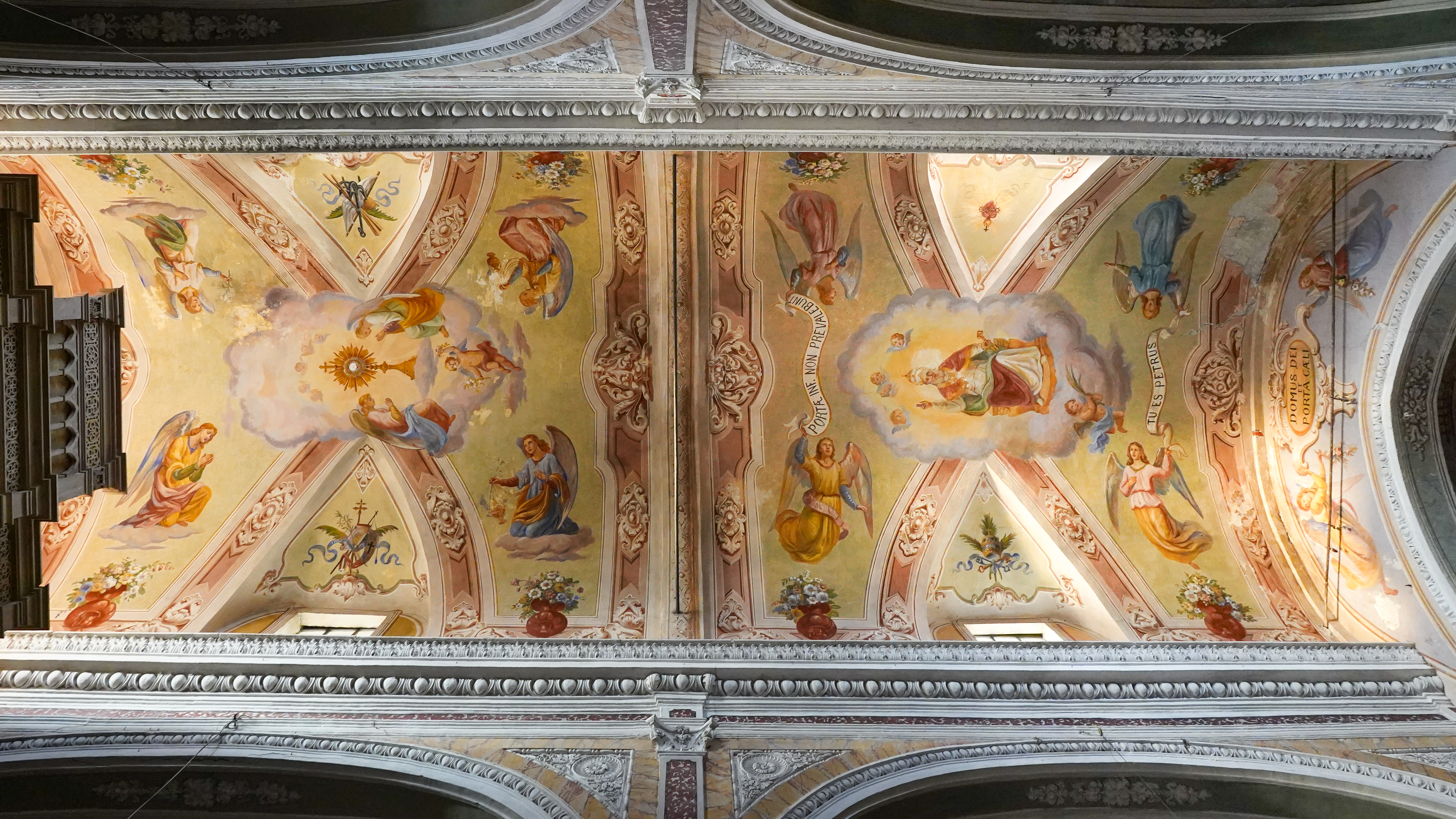
Murale sul soffitto